# Diocesi di Minori

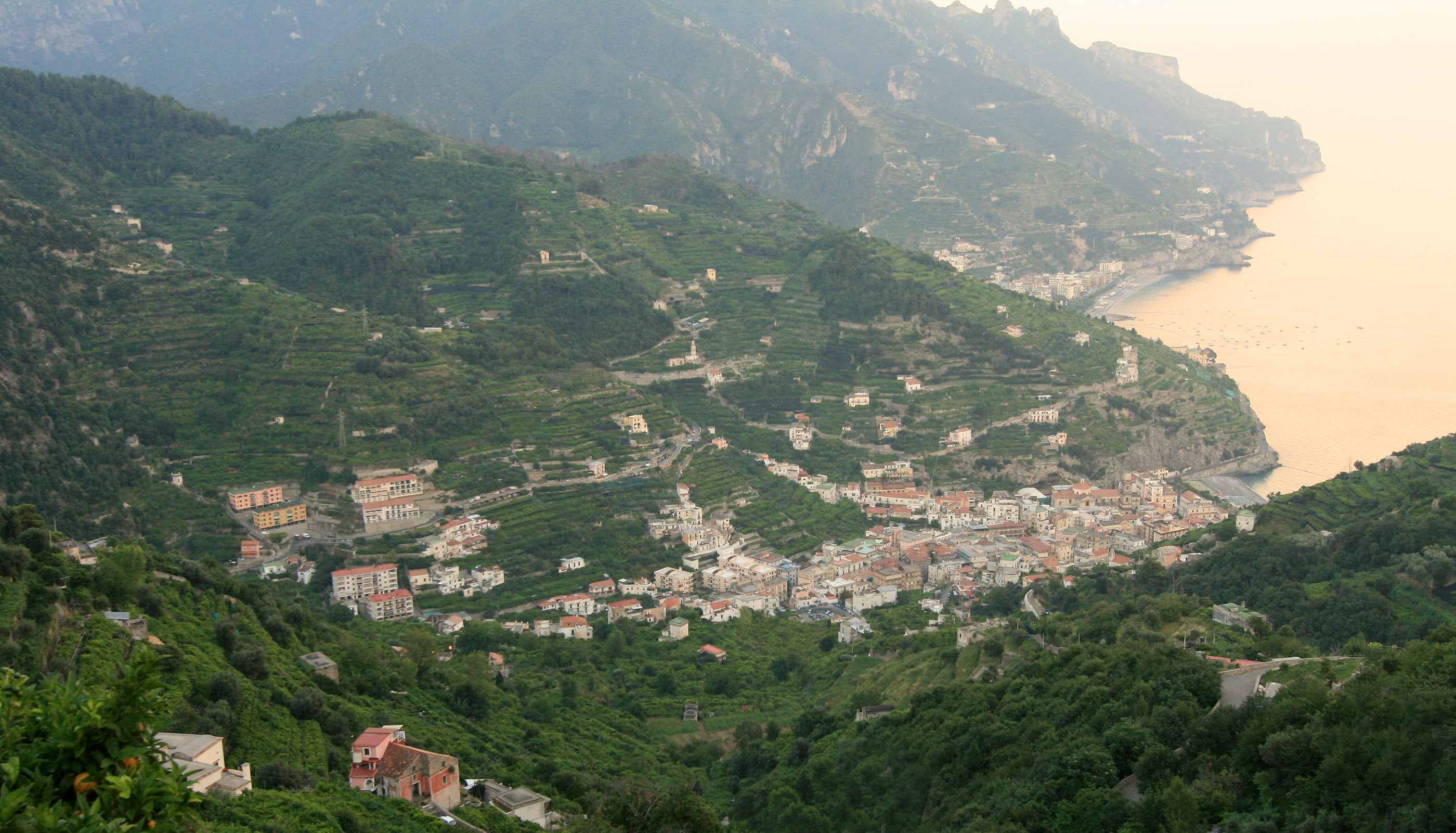
Il borgo di Minori visto da Ravello.

La diocesi di Minori (in latino Dioecesis Minorensis) è una sede soppressa e sede titolare della Chiesa cattolica.

## Territorio
La diocesi era posta sul versante meridionale della penisola sorrentina, lungo la costiera amalfitana, e comprendeva il solo abitato di Minori ed il territorio circostante. La diocesi era molto piccola, così come le altre due diocesi nelle vicinanze di Minori, ossia Ravello e Scala. «Sembra altronde incredibile - scrive Matteo Camera - come abbiansi potuto erigere contemporaneamente tre vescovadi alla distanza di circa un miglio, come furono Scala, Ravello e Minori».
Cattedrale della diocesi era l'attuale basilica di Santa Trofimena. Il capitolo era composto, nel Settecento, da 5 dignitari (arcidiacono, cantore, primicerio, arciprete e decano) e 15 canonici.

## Storia
Secondo quanto riferisce Ferdinando Ughelli, la diocesi di Minori venne eretta sul finire del X secolo, in occasione dell'elevazione di Amalfi a sede metropolitana; tale erezione fu confermata da papa Giovanni XV, che il 30 novembre 987 consacrò primo arcivescovo Leone II nella basilica lateranense a Roma. Nello stesso anno furono erette a sedi vescovili, suffraganee dell'arcidiocesi di Amalfi, le città di Scala, Minori, Lettere e Capri.
Il primo vescovo fu Sergio, consacrato dal metropolita Leone II nel 987. Dopo di lui è noto il vescovo Orso, che ricevette dai duchi amalfitani Giovanni e Sergio la conferma di tutte le donazioni che erano state fatte alla chiesa di Santa Trofimena. Segue il vescovo Giaquinto (o Giacinto), menzionato nel diploma delle donazioni fatte dalla moglie del duca Roberto a favore della chiesa di Santa Trofimena nel 1069, e che dieci anni dopo prese parte al concilio Lateranense III, convocato a Roma da papa Alessandro III. Mauro De Monte è il vescovo più noto di questa prima fase della storia della diocesi di Minori; menzionato in diversi diplomi dell'epoca, ricevette dal duca Ruggero, nel 1092, conferma e ampliamento delle donazioni fatte alla sua Chiesa, e nel 1103 fu trasferito alla sede metropolitana di Amalfi. Si segnala ancora il vescovo Costantino, che nel 1127 pubblicò delle disposizioni affinché tutti i preti e i chierici della sua diocesi vivessero sotto un'unica regola.
Una cinquantina furono i vescovi di Minori, molti dei quali uomini dotti e pii, tra cui diversi religiosi, in particolare domenicani, generosi e munifici nei confronti della piccola diocesi. Si ricorda in particolare il vescovo Ambrogio Catarino Politi, autore di diverse opere di carattere teologico e polemico nei confronti del luteranesimo. L'ultimo vescovo fu il benedettino Serafino Vitale, alla cui morte (1801) la diocesi rimase a lungo vacante.
Il 27 giugno 1818, in seguito al concordato tra papa Pio VII e Ferdinando I, la diocesi fu soppressa ed il suo territorio aggregato a quello dell'arcidiocesi di Amalfi in forza della bolla De utiliori dello stesso papa Pio VII.
Dal 1969 Minori è annoverata tra le sedi vescovili titolari della Chiesa cattolica; dal 27 aprile 2004 l'arcivescovo, titolo personale, titolare è Mario Giordana, già nunzio apostolico in Slovacchia.

## Cronotassi

### Vescovi
- Sergio † (987 - ?)
- Orso † (prima metà dell'XI secolo)
- Giaquinto (o Giacinto) † (prima del 1069 - dopo il 1079)
- Mauro De Monte † (prima del 1092 - 1103 nominato arcivescovo di Amalfi)
- Leone † (1103 - dopo il 1105)
- Stefano † (prima del 1112 - dopo il 1118)
- Costantino † (prima del 1127 - dopo il 1145)
- Mauro II † (menzionato nel 1168)[3]
- Lorenzo † (prima del 1175 - dopo il 1207)[3]
- Anonimo † (menzionato nel 1215 [3]
- Giovanni De Cavello † (prima del 1217 - dopo il 1223)[3]
- Gerbino (Gervino) † (prima del 1227 - dopo il 1257)[3]
  - Oddo Iuncata di Salerno † (documentato come "vescovo eletto" dal 1263 al 1267) (vescovo intruso)[3]
- Pietro † (1268 - 1280 deceduto)[3]
- Andrea di Capua † (1281 - 1305 deceduto)[3]
- Andrea de Alaneo † (1305 - gennaio 1342 deceduto)[3]
- Bartolomeo de Comite Orso † (1342 - dopo il 1343)
- Martuccio (o Marcuzio) † (? - 1348 deceduto)
- Giacomo Sergio, O.P. † (5 novembre 1348 - 1364 deceduto)
- Filippo † (? - 11 agosto 1363 nominato vescovo di Anglona)
- Romano di Sorrento † (13 novembre 1363 - dopo il 1386)
  - Tommaso Scotto † (16 ottobre 1387 - dopo il 1408) (antivescovo)[4]
- Paolo di Sorrento † (26 marzo 1390 - 3 ottobre 1393 nominato arcivescovo di Amalfi)[5]
- Ambrogio Romano † (menzionato nel 1411)
- Cristoforo Oliva † (menzionato nel 1418)
- Nicola Maccia † (7 gennaio 1426 - 1474 deceduto)
- Ludovico Da Siena, O.F.M. † (1º aprile 1474 - 1475 deceduto)
- Palamide De Cunto † (20 novembre 1475 - 1483 deceduto)
- Andrea De Cunto † (6 giugno 1483 - 4 febbraio 1484 nominato arcivescovo di Amalfi)
- Giovanni Battista De' Contestabilis † (31 marzo 1484 - 2 dicembre 1493 nominato vescovo di Lucera)
- Santillo De Simone † (2 dicembre 1493 - 1497 o 1498 dimesso)
- Alessandro Salato † (30 aprile 1498 - 1509 deceduto)
- Ambrogio Romano † (7 settembre 1509 - 1510 deceduto)
- Tommaso di Sicilia, O.P. † (30 settembre 1510 - 1º gennaio 1526 deceduto)
- Giovanni Pietro De Bono, O.P. † (28 febbraio 1526 - 6 giugno 1546 deceduto)
- Ambrogio Catarino Politi, O.P. † (27 agosto 1546 - 3 giugno 1552 nominato arcivescovo di Conza)
- Antonio Simeoni, O.S.B.Cam. † (3 giugno 1552 - 3 luglio 1553 nominato vescovo di Nepi e Sutri)
- Pietro Affatati † (3 luglio 1553 - 1557 deceduto)
- Donato Laurenti † (21 giugno 1557 - 30 gennaio 1563 nominato vescovo di Ariano)
- Alessandro Molo da Bellinzona (o Moro) † (15 febbraio 1563 - 1565 deceduto)
- Giovanni D'Amato † (12 ottobre 1565 - 1567 dimesso)
- Giovanni Agostino Campanile † (8 agosto 1567 - 4 luglio 1594 deceduto)
- Orazio Basilisco † (29 maggio 1596 - 29 luglio 1596 deceduto)
- Tommaso Zerula † (8 gennaio 1597 - 6 dicembre 1603 deceduto)
- Giorgio Lazzari, O.P. † (19 luglio 1604 - 17 agosto 1615 deceduto)
- Tommaso Brandolino, O.P. † (2 dicembre 1615 - 28 febbraio 1636 deceduto)
- Loreto de Franchis † (1º dicembre 1636 - 25 novembre 1638 deceduto)
- Patrizio Donati † (28 febbraio 1639 - agosto-settembre 1648 dimesso)
- Leonardo Leria, O.Carm. † (22 marzo 1649 - prima del 17 novembre 1670 dimesso)
- Antonio Bottis (o Botti), C.R.S. † (17 novembre 1670 - 1679 deceduto)
  - Sede vacante (1679-1683)
- Domenico Menna † (20 dicembre 1683 - 5 agosto 1691 deceduto)
- Gennaro Crispino † (10 marzo 1692 - 19 luglio 1694 nominato vescovo di Squillace)
- Carlo Cutillo, O.S.B. † (13 settembre 1694 - 9 dicembre 1704 deceduto)
- Francesco Morgione † (18 maggio 1705 - novembre 1712 deceduto)
  - Sede vacante (1712-1719)
- Rafaele De Tostis † (8 febbraio 1719 - 14 marzo 1722 deceduto)
- Silvestro Stanà † (1º giugno 1722 - 26 novembre 1761 deceduto)
- Andrea Torre † (25 gennaio 1762 - 24 dicembre 1791 deceduto)
  - Sede vacante (1791-1798)
- Serafino Vitale, O.S.B.Oliv. † (29 gennaio 1798 - 7 febbraio 1801 deceduto)
  - Sede vacante (1801-1818)
  - Sede soppressa

### Vescovi titolari
- Karl Joseph Alter † (19 luglio 1969 - 31 dicembre 1970 ritirato)
- Nicola Rotunno † (29 giugno 1974 - 27 febbraio 1988 nominato arcivescovo, titolo personale, di Sabina-Poggio Mirteto)
- Zacarías Ortiz Rolón, S.D.B. † (12 marzo 1988 - 12 luglio 2003 nominato vescovo di Concepción en Paraguay)
- Mario Giordana, dal 27 aprile 2004